# Lisandro Martínez
Lisandro Martínez (Gualeguay, Argentina, 18 de enero de 1998) es un futbolista argentino que juega de defensa en el Manchester United F. C. de la Premier League.

## Trayectoria

### Inicios en Newell's Old Boys
Inició su carrera futbolística en el Club Atlético Urquiza y, posteriormente, en el Club Atlético Libertad, ambos de Gualeguay (Entre Ríos). En 2014 pasó a formar parte de las divisiones inferiores de Newell's Old Boys. Dos años después, se consagró campeón del Torneo de Reserva 2016, tras vencer a River Plate en el partido definitorio. Hizo su debut profesional para Newell's en el último partido de la temporada 2016-17, encuentro en el que jugó como titular en la derrota frente a Godoy Cruz. En agosto de 2017, se unió a préstamo a Defensa y Justicia. En junio de 2018, Defensa y Justicia adquirió la mitad de su pase.

### Ajax de Ámsterdam
El 17 de mayo de 2019 el club anunció su traspaso al Ajax de Ámsterdam. En tres años disputó 120 partidos, anotó seis goles, y ganó cuatro títulos con el club holandés, tales como la Eredivisie o la Copa de los Países Bajos.

### Manchester United

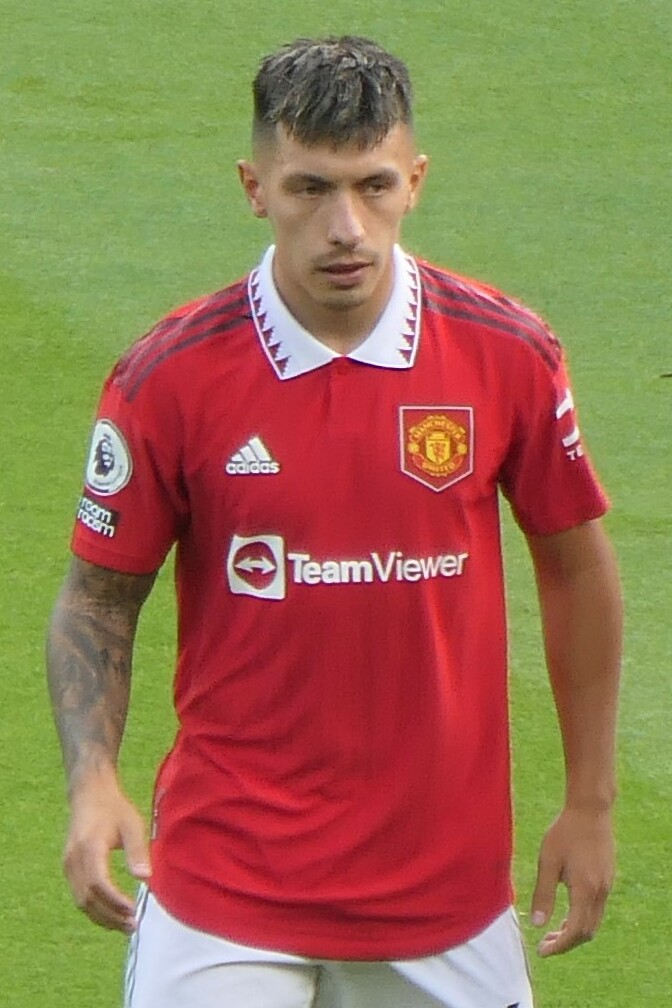
Martínez con el Manchester United en 2022.

El 17 de julio de 2022 el Manchester United hizo oficial que había llegado a un acuerdo con el conjunto neerlandés para su traspaso. Este se cerró a cambio de 57,37 millones de euros fijos más diez en variables.
El 26 de febrero de 2023, Martínez logró su primer título con los Red Devils tras ganar la Copa de la Liga de Inglaterra 2022-23 en el mítico estadio de Wembley en Londres.

## Selección nacional

### Juveniles
En 2017, fue convocado por el entrenador Claudio Úbeda para disputar el Campeonato Sudamericano Sub-20, en la cual jugó cuatro partidos en la alineación titular. El equipo finalizó en la cuarta posición y se clasificó al Mundial de la categoría. Martínez integró la lista de convocados, sin ingresar en ningún partido.

### Absoluta
El 22 de marzo de 2019, recibió su primera llamada a la selección mayor de parte del entrenador Lionel Scaloni en un partido amistoso frente a Venezuela; encuentro que disputó desde el comienzo.
El 10 de julio del año 2021, Martínez, ganó su primer título con la selección, esta fue la Copa América 2021 frente a la Selección de Brasil. Disputó un partido en esa copa. El 1 de junio de 2022, ganó con la selección nacional su segundo título, este sería la Finalissima 2022, frente a la selección de Italia, en la cual no se posicionó como titular.
En Catar 2022 disputó su primer Mundial con Argentina. Realizó un gran torneo, alternando titularidades y suplencias, dependiendo de si Argentina jugaba con dos o tres centrales.Se destaca su actuación frente a Australia en los octavos de final donde cortó un remate dentro del area chica que hubiese significado el empate de los canguros.
El 18 de diciembre de 2022 se coronó campeón de la Copa Mundial de 2022, superando a Francia en la final del certamen tras el 3:3 y la tanda de penaltis (Argentina 4-2 Francia).
El 14 de junio de 2024, Martínez anotó un autogol en el minuto 4 del partido ante Guatemala en un amistoso. El partido terminaría 4 a 1 a favor de la Albiceleste, remontada con dos goles de Lionel Messi y uno de Lautaro Martínez. El 4 de julio del mismo año, en los cuartos de final de la Copa América ante Ecuador, Martínez abriría el marcador al minuto 35 tras una asistencia de Alexis Mac Allister con un cabezazo, siendo su primer gol con la selección. Ecuador acabó empatando el partido, y Argentina se clasificó tras ganar en la tanda de penaltis. El 14 de Julio se consagró campeón una vez más con la albiceleste luego de derrotar 1 a 0 a Colombia en la final de la Copa América, siendo titular en aquel juego decisivo.

#### Participaciones en Copas del Mundo
| Mundial           | Sede  | Resultado | Partidos | Goles |
| ----------------- | ----- | --------- | -------- | ----- |
| Copa Mundial 2022 | Catar | Campeón   | 5        | 0     |

#### Participaciones en Copas América
| Torneo            | Sede           | Resultado | Partidos | Goles |
| ----------------- | -------------- | --------- | -------- | ----- |
| Copa América 2021 | Brasil         | Campeón   | 1        | 0     |
| Copa América 2024 | Estados Unidos | Campeón   | 5        | 1     |

#### Participaciones en Copa de Campeones Conmebol-UEFA
| Torneo                               | Sede    | Resultado | Partidos | Goles |
| ------------------------------------ | ------- | --------- | -------- | ----- |
| Copa de Campeones Conmebol-UEFA 2022 | Londres | Campeón   | 0        | 0     |

## Estadísticas

### Clubes
Actualizado al último partido disputado el 24 de mayo de 2025.
| Club                                  | Div.          | Temporada     | Liga  | Liga  | Copas nacionales | Copas nacionales | Copas internacionales | Copas internacionales | Total | Total |
| Club                                  | Div.          | Temporada     | Part. | Goles | Part.            | Goles            | Part.                 | Goles                 | Part. | Goles |
| ------------------------------------- | ------------- | ------------- | ----- | ----- | ---------------- | ---------------- | --------------------- | --------------------- | ----- | ----- |
| C. A. Newell's Old Boys Argentina     | 1.ª           | 2017          | 1     | 0     | 0                | 0                | —                     | —                     | 1     | 0     |
| C. A. Newell's Old Boys Argentina     | Total club    | Total club    | 1     | 0     | 0                | 0                | 0                     | 0                     | 1     | 0     |
| C. S. D. Defensa y Justicia Argentina | 1.ª           | 2017-18       | 21    | 1     | 1                | 0                | 7                     | 0                     | 29    | 1     |
| C. S. D. Defensa y Justicia Argentina | 1.ª           | 2018-19       | 25    | 2     | 2                | 0                | 2                     | 0                     | 29    | 2     |
| C. S. D. Defensa y Justicia Argentina | Total club    | Total club    | 46    | 3     | 3                | 0                | 9                     | 0                     | 58    | 3     |
| Ajax de Ámsterdam · Países Bajos      | 1.ª           | 2019-20       | 24    | 2     | 5                | 0                | 12                    | 0                     | 41    | 2     |
| Ajax de Ámsterdam · Países Bajos      | 1.ª           | 2020-21       | 26    | 3     | 5                | 0                | 11                    | 0                     | 42    | 3     |
| Ajax de Ámsterdam · Países Bajos      | 1.ª           | 2021-22       | 24    | 1     | 5                | 0                | 8                     | 0                     | 37    | 1     |
| Ajax de Ámsterdam · Países Bajos      | Total club    | Total club    | 74    | 6     | 15               | 0                | 31                    | 0                     | 120   | 6     |
| Manchester United Inglaterra          | 1.ª           | 2022-23       | 27    | 1     | 8                | 0                | 10                    | 0                     | 45    | 1     |
| Manchester United Inglaterra          | 1.ª           | 2023-24       | 12    | 0     | 2                | 0                | 1                     | 0                     | 15    | 0     |
| Manchester United Inglaterra          | 1.ª           | 2024-25       | 20    | 2     | 4                | 0                | 8                     | 0                     | 32    | 2     |
| Manchester United Inglaterra          | Total club    | Total club    | 60    | 3     | 14               | 0                | 19                    | 0                     | 92    | 3     |
| Total carrera                         | Total carrera | Total carrera | 180   | 12    | 32               | 0                | 59                    | 0                     | 271   | 12    |

## Palmarés

#### Campeonatos nacionales
| Título                   | Equipo                  | País         | Año  |
| ------------------------ | ----------------------- | ------------ | ---- |
| Supercopa Johan Cruyff   | A. F. C. Ajax           | Países Bajos | 2019 |
| Copa de los Países Bajos | A. F. C. Ajax           | Países Bajos | 2021 |
| Eredivisie               | A. F. C. Ajax           | Países Bajos | 2021 |
| Eredivisie               | A. F. C. Ajax           | Países Bajos | 2022 |
| EFL Cup                  | Manchester United F. C. | Inglaterra   | 2023 |
| FA Cup                   | Manchester United F. C. | Inglaterra   | 2024 |

#### Campeonatos internacionales
| Título                          | Equipo                 | Sede           | Año  |
| ------------------------------- | ---------------------- | -------------- | ---- |
| Copa América                    | Selección de Argentina | Brasil         | 2021 |
| Copa de Campeones Conmebol-UEFA | Selección de Argentina | Inglaterra     | 2022 |
| Copa Mundial de la FIFA         | Selección de Argentina | Catar          | 2022 |
| Copa América                    | Selección de Argentina | Estados Unidos | 2024 |

#### Distinciones individuales
| Distinción                                                      | Año     |
| --------------------------------------------------------------- | ------- |
| Miembro del Equipo Ideal de la Superliga Argentina              | 2018-19 |
| Jugador del año del Ajax de Ámsterdam                           | 2021-22 |
| Jugador del mes de agosto en Manchester United                  | 2022    |
| Parte de los 100 mejores jugadores del mundo según The Guardian | 2022    |